# Pseudobarbella concavifolia
Pseudobarbella concavifolia là một loài Rêu trong họ Meteoriaceae. Loài này được (Nog.) Nog. miêu tả khoa học đầu tiên năm 1948.